# Гай Кассій Лонгін (консул 171 року до н. е.)
Гай Кассій Лонгін (214 — після 154 р. до н. е.) — політичний, державний  та військовий діяч Римської республіки, консул 174 року до н. е.

## Життєпис
Походив з роду нобілів Кассіїв. Син Гая Кассія Лонгіна. 
У 178 році до н. е. обрано військовим трибуном, привів до м. Аримін легіон, який він зібрав у Римі для боротьби з ілірійцями. У 174 році до н. е. обрано міським претором. У 174 році до н. е. Кассія призначено децемвіром для розподілу галльських та лігурійських земель.
У 171 році до н. е. його обрано консулом разом з Публієм Ліцинієм Крассом. За жеребом отримав у провінцію Італію, хоча намагався здобути Македонію для війни з Персеєм Македонським. Самочинно повів свої легіони через Ілірію до Македонії, втім посеред дороги отримав наказ сенату повернутися. На зворотному шляху спустошив землі галлів, карнів, істрійців та япідів. За це від останніх надійшла скарга до сенату, але той не став розглядати її до повернення Кассія. Останнього відразу після завершення консульства повторно обрано військовим трибуном і відправлено до Македонії. Тут він залишався до 168 року до н. е., йому була доручена охорона полоненого ілірійського царя Гентія.
У 154 році до н. е. обрано цензором разом з Марком Валерієм Месаллою. Під час своєї каденції помістив у курії статую Злагоди, почав будівництво постійного театру у Римі, але зустрів протидію з боку Публія Назіки. Втім того ж року театр було побудовано, але 156 році до н. е. за пропозицією Назіки сенат ухвалив рішення щодо знесення театру Кассія. Подальша доля Кассія Лонгіна невідома.

## Родина
Діти:
- Гай Кассій Лонгін